# Eleccions municipals a Dosrius
Després de les eleccions municipals de 1934, durant la Segona República, Dosrius va haver d'esperar a l'any 1979, amb la transició, per poder reprendre les eleccions locals democràtiques. A causa de les petites diferències en el nombre de vots que es produeix entre unes fonts o altres, l'article es basa en les dades electorals de la Generalitat de Catalunya, si no s'indica el contrari.

## Gener de 1934
| Candidatura | Candidatura        | Cap de llista                | Vots | Regidors | % vots |
| ----------- | ------------------ | ---------------------------- | ---- | -------- | ------ |
|             | Lliga Catalana     | Valentí Rimblas i Pallarolas | 227  | 4        | 58,35% |
|             | Grup Administratiu | Isidre Bonamusa Travesa      | 162  | 2        | 41,65% |
| Total       | Total              | 389                          | 389  | 6        | 72,98% |

## Abril de 1979
| Candidatura | Candidatura                       | Cap de llista              | Vots | Regidors | % vots |
| ----------- | --------------------------------- | -------------------------- | ---- | -------- | ------ |
|             | Candidatura Electoral Independent | Antoni Samsó i Vallhonesta | 322  | 7        | 90,20% |
|             | En blanc                          |                            | 31   | -        | 8,68%  |
|             | Nuls                              |                            | 4    | -        | 1,12%  |
| Total       | Total                             | 357                        | 357  | 7        | 59,8%  |

## Maig de 1983
| Candidatura | Candidatura            | Cap de llista      | Vots | Regidors | % vots |
| ----------- | ---------------------- | ------------------ | ---- | -------- | ------ |
|             | Agrupació d'Electors 1 | Lluís Homs de Moya | 334  | 5        | 70,76% |
|             | Agrupació d'Electors 2 |                    | 132  | 2        | 27,97% |
|             | En blanc               |                    | 6    | -        | 1,26%  |
|             | Nuls                   |                    | 6    | -        | 1,26%  |
| Total       | Total                  | 478                | 478  | 7        | 77,98% |

## Juny de 1987
| Candidatura | Candidatura                       | Cap de llista      | Vots | Regidors | % vots |
| ----------- | --------------------------------- | ------------------ | ---- | -------- | ------ |
|             | Convergència i Unió               | Lluís Homs de Moya | 380  | 5 (5)    | 66,90% |
|             | Esquerra Republicana de Catalunya | -                  | 182  | 2 (2)    | 32,04% |
|             | En blanc                          |                    | 6    | -        | 1,04%  |
|             | Nuls                              |                    | 10   | -        | 1,73%  |
| Total       | Total                             | 578                | 578  | 7        | 86,66% |

## Maig de 1991
| Candidatura | Candidatura                          | Cap de llista      | Vots | Regidors | % vots |
| ----------- | ------------------------------------ | ------------------ | ---- | -------- | ------ |
|             | Convergència i Unió                  | Lluís Homs de Moya | 426  | 5 (=)    | 54,69% |
|             | Esquerra Catalana                    |                    | 154  | 2 (=)    | 19,77% |
|             | Partit dels Socialistes de Catalunya |                    | 120  | 1 (1)    | 15,40% |
|             | IDE                                  |                    | 79   | 1 (1)    | 10,14% |
|             | En blanc                             |                    | 0    | -        |        |
|             | Nuls                                 |                    | 0    | -        |        |
| Total       | Total                                | 779                | 779  | 9        | 80,81% |

## Maig de 1995
| Candidatura | Candidatura                          | Cap de llista      | Vots | Regidors | % vots |
| ----------- | ------------------------------------ | ------------------ | ---- | -------- | ------ |
|             | Convergència i Unió                  | Lluís Homs de Moya | 442  | 4(1)     | 35,38% |
|             | Partit dels Socialistes de Catalunya | Josep Jo i Munné   | 235  | 2 (1)    | 18,81% |
|             | Esquerra Republicana de Catalunya    |                    | 233  | 2 (=)    | 18,35% |
|             | Partit Popular                       |                    | 179  | 2 (2)    | 14,33% |
|             | CIPM-EPM                             |                    | 149  | 1 (1)    | 11,92% |
|             | En blanc                             |                    | 11   | -        | 0,87%  |
|             | Nuls                                 |                    | 8    | -        | 0,63%  |
| Total       | Total                                | 1257               | 1257 | 11       | 75,63% |

## Juny de 1999
| Candidatura | Candidatura                          | Cap de llista      | Vots | Regidors | % vots |
| ----------- | ------------------------------------ | ------------------ | ---- | -------- | ------ |
|             | Partit dels Socialistes de Catalunya | Josep Jo i Munné   | 542  | 5 (3)    | 37,14% |
|             | Convergència i Unió                  | Lluís Homs de Moya | 441  | 4(=)     | 30,22% |
|             | Esquerra Republicana de Catalunya    |                    | 205  | 1 (1)    | 14,05% |
|             | CIPM-EPM                             |                    | 139  | 1 (=)    | 9,52%  |
|             | Partit Popular                       |                    | 80   | 0 (1)    | 5,48%  |
|             | Esquerra Unida i Alternativa         |                    | 33   | 0        | 2,26%  |
|             | En blanc                             |                    | 19   | -        | 1,29%  |
|             | Nuls                                 |                    | 5    | -        | 0,34%  |
| Total       | Total                                | 1464               | 1464 | 11       | 65,58% |

## Maig de 2003
| Candidatura | Candidatura                          | Cap de llista           | Vots | Regidors | % vots |
| ----------- | ------------------------------------ | ----------------------- | ---- | -------- | ------ |
|             | Partit dels Socialistes de Catalunya | Josep Jo i Munné        | 981  | 7 (2)    | 53,78% |
|             | Convergència i Unió                  | Joan Serra Serrapiñana  | 379  | 2 (2)    | 20,78% |
|             | CIPM-EPM                             | Victoria Geijo          | 288  | 2 (1)    | 15,79% |
|             | Partit Popular                       | Salvador Corbalán Muñoz | 139  | 1 (1)    | 7,62%  |
|             | En blanc                             |                         | 37   | -        | 2,02%  |
|             | Nuls                                 |                         | 7    | -        | 0,38%  |
| Total       | Total                                | 1831                    | 1831 | 11       | 62,56% |

## Maig de 2007
| Candidatura | Candidatura                          | Cap de llista           | Vots | Regidors | % vots |
| ----------- | ------------------------------------ | ----------------------- | ---- | -------- | ------ |
|             | Partit dels Socialistes de Catalunya | Josep Jo i Munné        | 993  | 7 (=)    | 46,77% |
|             | Convergència i Unió                  | Lluís Homs de Moya      | 403  | 2 (2)    | 18,98% |
|             | CIPM-EPM                             | Edgar Ollés Valdearcos  | 248  | 1 (1)    | 11,68% |
|             | Partit Popular                       | Salvador Corbalán Muñoz | 190  | 1 (1)    | 8,95%  |
|             | Som del Poble                        | Cristobal Garcia Creus  | 87   | 0        | 4,10%  |
|             | Esquerra Republicana de Catalunya    | Eduard Garcia Iñiguez   | 85   | 0        | 4%     |
|             | Partit Humanista                     | José Bonura             | 40   | 0        | 1,88%  |
|             | Candidatura d'Unitat Popular         | Joan Llobell Martorell  | 26   | 0        | 1,22%  |
|             | En blanc                             |                         | 51   | -        | 1,29%  |
|             | Nuls                                 |                         | 10   | -        | 0,34%  |
| Total       | Total                                | 2133                    | 2133 | 11       | 58,53% |

## Maig de 2011
| Candidatura | Candidatura                                          | Cap de llista            | Vots | Regidors | % vots |
| ----------- | ---------------------------------------------------- | ------------------------ | ---- | -------- | ------ |
|             | Partit dels Socialistes de Catalunya                 | Josep Jo i Munné         | 879  | 6 (1)    | 39,08% |
|             | Plataforma Alternativa Ciutadana de Dosrius (La PAC) | Jordi Reñé i Vernet      | 418  | 3 (3)    | 18,59% |
|             | Convergència i Unió                                  | Antoni Valls i Pou       | 398  | 2 (=)    | 17,70% |
|             | Partit Popular                                       | Salvador Corbalán Muñoz  | 341  | 2 (1)    | 15,16% |
|             | Partit Humanista                                     | José Bonura              | 59   | 0        | 2,62%  |
|             | Gestió Independent de Recursos (GIR)                 | Maria Dolores Pérez Homs | 52   | 0        | 2,31%  |
|             | En blanc                                             |                          | 102  | -        | 1,29%  |
|             | Nuls                                                 |                          | 30   | -        | 4,48%  |
| Total       | Total                                                | 2279                     | 2279 | 13       | 58,74% |

## Maig de 2015
| Candidatura | Candidatura                                          | Cap de llista           | Vots | Regidors | % vots |
| ----------- | ---------------------------------------------------- | ----------------------- | ---- | -------- | ------ |
|             | Partit dels Socialistes de Catalunya                 | Josep Jo i Munné        | 881  | 5 (1)    | 35,60% |
|             | Esquerra Republicana de Catalunya                    | Marc Bosch de Doria     | 601  | 3 (3)    | 24,28% |
|             | Plataforma Alternativa Ciutadana de Dosrius (La PAC) | Judith Coll i Garcia    | 460  | 3 (=)    | 18,59% |
|             | Gestió Independent de Recursos (GIR)                 | Joan Serra Serrapiñana  | 185  | 1 (1)    | 7,47%  |
|             | Partit Popular                                       | Salvador Corbalán Muñoz | 173  | 1 (1)    | 6,99%  |
|             | Convergència i Unió                                  | Antoni Valls i Pou      | 151  | 0 (2)    | 6,10%  |
|             | En blanc                                             |                         | 102  | -        | 1,29%  |
|             | Nuls                                                 |                         | 30   | -        | 4,48%  |
| Total       | Total                                                | 2485                    | 2485 | 13       | 63,07% |

## Maig de 2019
| Candidatura | Candidatura                          | Cap de llista             | Vots | Regidors | % vots |
| ----------- | ------------------------------------ | ------------------------- | ---- | -------- | ------ |
|             | Partit dels Socialistes de Catalunya | Silvia Garrido Galera     | 814  | 5 (=)    | 29,92% |
|             | Esquerra Republicana de Catalunya    | Marc Bosch de Doria       | 723  | 4 (1)    | 26,57% |
|             | Junts per Catalunya                  | Pere Rovira i Martorell   | 342  | 2 (2)    | 12,57% |
|             | Som del Poble                        | Joan Serra Serrapiñana    | 261  | 1 (1)    | 9,59%  |
|             | La PAC-CUP                           | Judith Coll i Garcia      | 206  | 1 (2)    | 7,57%  |
|             | Ciutadans                            | Juan Carlos Pablos        | 156  | 0        | 5,73%  |
|             | Partit Popular                       | Salvador Corbalán Muñoz   | 123  | 0 (1)    | 4,52%  |
|             | Fem Dosrius (FED)                    | Mireia Manrique Corominas | 68   | 0        | 2,50%  |
|             | En blanc                             |                           | 28   | -        | 1,03%  |
|             | Nuls                                 |                           | 14   | -        | 0,51%  |
| Total       | Total                                | 2735                      | 2735 | 13       | 66,64% |